# Donato Bertelli
Pour les articles homonymes, voir Bertelli.
Donato Bertelli (fl. 1558-1592) est un imprimeur, éditeur et marchand d'estampes italien.

## Biographie
On connaît peu d'éléments biographiques sur Donato Bertelli, qui appartient à une famille d'éditeurs d'estampes originaires de Venise composée de Ferrando Bertelli (qui a lancé la première entreprise familiale), Andrea, Donato, Lucca, Nicolo et Pietro. Donato Bertelli est marchand de livres et d'estampes et éditeur à Venise, à Merzaria, où il partage la boutique Libraio all'insegna di S. Marco (ou Libreria al segno di San Marco) avec Ferrando à partir de 1559,,. Il semble aussi avoir été actif à Padoue, car on retrouve la signature « Donatus Bertellius patavinus », en plus des plus habituels « Donato de Piero » et « Donato Bertelli libraro ».
Comme Ferrando, Donato est un « important éditeur de cartes, d'estampes pieuses et de portraits ». Il fait appel à plusieurs graveurs, comme Domenico Zenoi (d), Natale Bonifacio et Martino Rota (it).
Les Bertelli, qui disposent aussi d'un atelier à Rome, sont connus pour avoir édité les cartes géographiques dont le plus ancien atlas de l'Italie et celles de la Grèce classique, de l'Afrique et de l'océan Atlantique. Les Bertelli ont également publié de belles gravures avec des sujets tels que Il trionfo de carnavale, les Étapes de la vie des hommes et des femmes, et les proverbes et Luilekkerland.
Le 1er mai 1563, Donato Bertelli obtient un privilège pour couvrir les livres médicaux qu'il publie. Le 1er avril 1571, il obtient un diplôme d'Arte dei Stampatori (art des imprimeurs).
Sa date de mort est incertaine, mais son testament, daté du 12 février 1587, est enregistré le 22 juin 1623, qui pourrait donc correspondre à la date de sa mort.